# Bryohumbertia flavicoma
Bryohumbertia flavicoma là một loài Rêu trong họ Dicranaceae. Loài này được (Müll. Hal. ex Broth.) J.-P. Frahm mô tả khoa học đầu tiên năm 1982.